# Акнер
Монастырь Акнер  (арм. Ակներ վանք; известный также как арм. Ականց անապատ, Аканц пустынь, а также Акнераванк, монастырь Аракелоц) — один из главнейших армянских монастырей Киликийской Армении, являющийся центром науки, миниатюры и письменности. Основан королём Левоном II в 1198–1203 годах. Расположен в селе Акнер провинции Адана Турции. Ныне находится в руинах.  

## История
Монастырь был построен Левоном II в 1198—1203 годах и освящён католикосом Григорием VI Апиратом
Имеются письменные свидетельства о монастыре Акнер, оставленные различными историками и церковными деятелями:  Ваграм Рабуни (XIII век), Самуел Анеци (XII век), Хетум Историк (XIV век), Киракос Гандзакеци (XIII век), Давид Бахишеци (XVII век).
Монастырь был знаменит благодаря своему письму. До нас дошли около 30 его рукописей, самая древняя из которых датирована 1215 годом, а самая поздняя 1342 годом. В монастыре переписывалась различная духовная литература, в том числе сборники духовных речей, Евангелия, произведения Григория Нарекаци, Месропа Маштоца, «История» Агатангелоса и прочее. 
Армянский историк XIII века Григор Акнерци также был насельником монастыря. Здесь он написал свой труд «История народа стрелков».
Также в монастыре процветала и оригинальная киликийская миниатюра XIII века ставшая отдельной Киликийской школой. Здесь создавался стиль художественного оформления книг, отличительными чертами являлась симметрия человеческого тела, использование собственной графической техники, индивидуальное представление некоторых изобразительных законов. В монастыре получили художественное оформление «Евангелие князя Васака», «Евангелие» 1287 года и другие работы.
Картина «Крещение» 1287 года, приписываемая Торосу Рослину, является образцом евангельской миниатюры, процветавшей в монастыре Акнер.
Примерно в 1375 году Акнер был разрушен мамлюками. Спустя много лет был реконструирован и в XVIII веке снова стал действующим монастырём. Во время Хамидийской резни был снова разрушен и с тех пор оставался заброшенным. В настоящее время от него остались руины.

## Устройство монастыря
Монастырский комплекс состоит из: 
- церкви Пресвятой Богородицы;
- церкви Святого Акопа (или Святого Ншана / Святого Знамения);
- церкви Святых Апостолов (Св. Аракелоц)[1].

Имел подсобные постройки и богатую библиотеку.